# Cacostola nordestina
Cacostola nordestina là một loài bọ cánh cứng trong họ Cerambycidae.